# Cas Verd
Fall Grün (alemany), traduït seria «Cas Verd», era el criptònim d'un pla de la Wehrmacht alemanya per llançar una guerra d'agressió contra Txecoslovàquia el 1938, als anys tensos abans la Segona Guerra Mundial. Un primer esborrany del pla va ser traçat cap a finals de 1937, i van seguir versions adaptades als canvis de la situació militar.
L'atac era previst pel 28 de setembre de 1938, però com que la Tercera República Francesa i el Regne Unit dubtaven davant del fet d'anar a la guerra per Txecoslovàquia, i que els seus polítics esperaven evitar la guerra al preu que fos, el pla es va posposar i, després dels acords de la Conferència de Múnic del 30 de setembre de 1938, va ser totalment abandonat.
En cedir Sudetenland a Alemanya a la Conferència de Múnic, Txecoslovàquia va perdre la major part de les seves fortificacions frontereres i ja no tenia una posició defensable. Finalment, va ser totalment envaïda i annexionada al Tercer Reich el 15 de març de 1939 després de l'anomenada «Unternehmen Südost» (Operació Sud-est) amb una resistència mínima.